# U
U, u (у) — двадцать первая буква базового латинского алфавита. В латинском алфавите называется «у»; такое же или почти такое название сохранилось в итальянском, немецком и многих других языках. Но в английском алфавите эта буква называется «ю».
Происходит от греческой буквы ипсилон (Υ).

## История

Вместо буквы U употреблялась буква V

Буква U возникла в латыни как вариант буквы V (впервые отдельное использование букв U и V зафиксировано в готическом алфавите 1386 года). До этого в обоих вариантах (гласная и согласная буквы) употреблялась буква V.
В проекте реформы русской азбуки Н. Засядко строчный вариант буквы (u) использовался для замены сточной кириллической Н.
| Название по-русски: У, Ю. Код НАТО: Uniform (/ˈjuːnifɔːm/, [ю́ниформ]). Азбука Морзе: ··− |                   |                                     |        |
| \| ● \| ○ \| \| ○ \| ○ \| \| ● \| ● \| Шрифт Брайля                                      | Семафорная азбука | Флаги международного свода сигналов | Амслен |
| ●                                                                                        | ○                 |                                     |        |
| ○                                                                                        | ○                 |                                     |        |
| ●                                                                                        | ●                 |                                     |        |